# От Рождества Христова

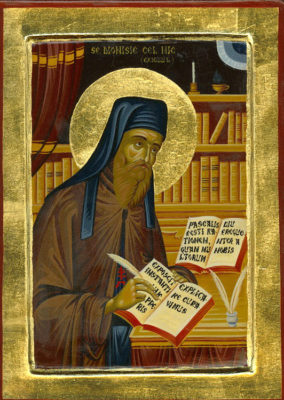
Римский монах Дионисий Малый

От Рождества Христова (сокр. от Р. Х.) или по Рождестве Христовом (сокр. по Р. Х.) — запись текущей эры, основанная на вычисленном римским монахом Дионисием Малым года рождения Иисуса из Назарета. Антоним — до Рождества Христова (сокр. до Р. Х.).

## История создания
В позднеримский период в астрономических и астрологических текстах получила широкое распространение эра от начала царствования императора Диоклетиана (284—305) — 29 августа 284 года н. э., в ней составлялись пасхальные таблицы (эта эра до сих пор сохраняется Коптской церковью под названием «эры мучеников»).
В 525 году папа Иоанн I поручил монаху Дионисию Малому составить новую пасхальную таблицу. Дионисий использовал таблицы Александрийской церкви, в которых использовалась эра Диоклетиана, однако, не желая вести отсчёт по годам правления «нечестивого гонителя», решил «обозначить годы» от «воплощения Христа». В его таблице 532 год ab incarnatione («от воплощения») следовал за 247 годом эры Диоклетиана. Эта пасхальная таблица, будучи одобрена папским престолом и войдя во всеобщее употребление, ввела в употребление и эру «от Рождества Христова». В официальных актах эра от Рождества Христова встречается уже в капитулярии Карломана от 21 апреля 742 года. В папских актах она в ходу с Иоанна XIII (X век).
По мнению большинства учёных, при вычислении в VI веке Дионисием Малым года рождения Иисуса была допущена ошибка в несколько лет: царь Ирод Великий, к царствованию которого отражённая в Евангелиях традиция относит событие, умер в 4 году до н. э..
Эта система летоисчисления стала стандартной в Западном мире после введения её английским историком Бедой Достопочтенным в VIII веке.
В XVII веке эра, введённая Дионисием Малым, была расширена и для счёта лет до «рождества Христова» (Дионисий Петавий; один раз такая датировка встречается и у Беды). При этом было принято, что 1-й год до нашей эры непосредственно примыкает к 1-му году нашей эры. Было также принято, что число лет до нашей эры возрастает по мере удаления в прошлое.
Нулевой год и «нулевой год до н. э.» не существуют согласно григорианскому и юлианскому летоисчислениям — так было заведено Бедой Достопочтенным в начале VIII века (ноль тогда вообще не был распространён в культуре).

## В России
Пётр I действовавшее в России летоисчисление от «сотворения мира» и начало года 1 сентября заменил на летоисчисление от Рождества Христова и перенёс начало года на 1 января 1700 года. По указу императора от 19 декабря 7208 года от «сотворения мира» (19 (29) декабря 1699 год) после 31 декабря 7208 года от «сотворения мира» следовало 1 (11) января 1700 года от Рождества Христова, «…а будущаго Генваря съ 1-го числа настанетъ новый 1700-й годъ купно и новый столѣтний вѣкъ…». 
До революции 1917 года употреблялись выражения «от Р. Х.» и «до Р. Х.» (в церковной литературе в XVIII веке часто делалась двойная запись: «Въ лѣто от сотворенія міра NN-е, а от воплощенія Бога Слова въ NN-е»), затем из-за антирелигиозной политики большевиков установилось религиозно-нейтральные «н. э.» и «до н. э.», где термин эра употребляется не в бытовом смысле обозначения временного периода, а в научном, обозначая умозрительную точку отсчёта, каковой считается условный момент в 24:00 в ночь с 31 декабря 1 года до н. э. на 1 января 1 года н. э.

## В других языках
В латинском языке существует форма Anno Domini, или A. D., сокращение, использующееся во многих западноевропейских языках. Буквально в переводе с лат. — «год Господень».
В английском языке используемая в настоящее время аббревиатура СЕ расшифровывается либо как англ. Common Era — «общепринятая эра», либо англ. Christian era — «христианская эра». Эра «до Рождества Христова» в английском языке обозначается сокращением ВС (англ. before Christ — до (эры) Христа).
В армянском языке употребляется в форме «до Христа» (арм. Քրիստոսից առաջ) и «после Христа» (арм. Քրիստոսից հետո).